# Championnats d'Europe de patinage artistique 1972
Navigation
Édition précédente Édition suivante
Les championnats d'Europe de patinage artistique 1972 ont lieu du 11 au 15 janvier 1972 au Scandinavium de Göteborg en Suède.
Les championnats sont organisés sept mois après l'inauguration de la salle de spectacles de la ville suédoise.

## Qualifications
Les patineurs sont éligibles à l'épreuve s'ils représentent une nation européenne membre de l'Union internationale de patinage (International Skating Union en anglais). Les fédérations nationales sélectionnent leurs patineurs en fonction de leurs propres critères.
Sur la base des résultats des championnats d'Europe 1971, l'Union internationale de patinage autorise chaque pays à avoir de une à trois inscriptions par discipline. 

## Podiums
| Épreuves                            | Or                             | Argent                                   | Bronze                        |
| ----------------------------------- | ------------------------------ | ---------------------------------------- | ----------------------------- |
| Messieurs résultats détaillés       | Ondrej Nepela                  | Sergueï Tchetveroukhine                  | Patrick Péra                  |
| Dames résultats détaillés           | Beatrix Schuba                 | Rita Trapanese                           | Sonja Morgenstern             |
| Couples résultats détaillés         | Irina Rodnina / Alexeï Oulanov | Lioudmila Smirnova / Andrei Suraikin     | Manuela Groß / Uwe Kagelmann  |
| Danse sur glace résultats détaillés | Angelika Buck / Erich Buck     | Lioudmila Pakhomova / Alexander Gorshkov | Janet Sawbridge / Peter Dalby |

## Tableau des médailles
| Rang  | Nation               | Or | Argent | Bronze | Total |
| ----- | -------------------- | -- | ------ | ------ | ----- |
| 1     | Union soviétique     | 1  | 3      | 0      | 4     |
| 2     | Allemagne de l'Ouest | 1  | 0      | 0      | 1     |
| 2     | Autriche             | 1  | 0      | 0      | 1     |
| 2     | Tchécoslovaquie      | 1  | 0      | 0      | 1     |
| 5     | Italie               | 0  | 1      | 0      | 1     |
| 6     | Allemagne de l'Est   | 0  | 0      | 2      | 2     |
| 7     | France               | 0  | 0      | 1      | 1     |
| 7     | Royaume-Uni          | 0  | 0      | 1      | 1     |
| Total | Total                | 4  | 4      | 4      | 12    |

## Détails des compétitions

### Messieurs
| Rang    | Nom                     | Nation               | Places | Points | Fig. impo. | Prog. libre |
| ------- | ----------------------- | -------------------- | ------ | ------ | ---------- | ----------- |
| 1       | Ondrej Nepela           | Tchécoslovaquie      |        |        |            |             |
| 2       | Sergueï Tchetveroukhine | Union soviétique     |        |        |            |             |
| 3       | Patrick Péra            | France               |        |        |            |             |
| 4       | Haig Oundjian           | Royaume-Uni          |        |        |            |             |
| 5       | John Curry              | Royaume-Uni          |        |        |            |             |
| 6       | Vladimir Kovalev        | Union soviétique     |        |        |            |             |
| 7       | Yuri Ovtchinnikov       | Union soviétique     |        |        |            |             |
| 8       | Didier Gailhaguet       | France               |        |        |            |             |
| 9       | Daniel Höner            | Suisse               |        |        |            |             |
| 10      | Zdeněk Pazdírek         | Tchécoslovaquie      |        |        |            |             |
| 11      | Bernd Wunderlich        | Allemagne de l'Est   |        |        |            |             |
| 12      | Josef Schneider         | Autriche             |        |        |            |             |
| 13      | Stefano Bargauan        | Italie               |        |        |            |             |
| 14      | László Vajda            | Hongrie              |        |        |            |             |
| 15      | Harald Kuhn             | Allemagne de l'Ouest |        |        |            |             |
| 16      | Günther Hilgarth        | Autriche             |        |        |            |             |
| 17      | Gordon Andison          | Royaume-Uni          |        |        |            |             |
| 18      | Gheorghe Fazekas        | Roumanie             |        |        |            |             |
| 19      | Pekka Leskinen          | Finlande             |        |        |            |             |
| 20      | Peter Augustovic        | Tchécoslovaquie      |        |        |            |             |
| 21      | Thomas Öberg            | Suède                |        |        |            |             |
| 22      | Zoran Matas             | Yougoslavie          |        |        |            |             |
| 23      | John Ferdinandsen       | Danemark             |        |        |            |             |
| Forfait | Günter Zöller           | Allemagne de l'Est   |        |        |            |             |

### Dames
| Rang | Nom                 | Nation               | Places | Points | Fig. impo. | Prog. libre |
| ---- | ------------------- | -------------------- | ------ | ------ | ---------- | ----------- |
| 1    | Beatrix Schuba      | Autriche             |        |        |            |             |
| 2    | Rita Trapanese      | Italie               |        |        |            |             |
| 3    | Sonja Morgenstern   | Allemagne de l'Est   |        |        |            |             |
| 4    | Zsuzsa Almássy      | Hongrie              |        |        |            |             |
| 5    | Christine Errath    | Allemagne de l'Est   |        |        |            |             |
| 6    | Charlotte Walter    | Suisse               |        |        |            |             |
| 7    | Jean Scott          | Royaume-Uni          |        |        |            |             |
| 8    | Maria McLean        | Royaume-Uni          |        |        |            |             |
| 9    | Dianne de Leeuw     | Pays-Bas             |        |        |            |             |
| 10   | Elena Alexandrova   | Union soviétique     |        |        |            |             |
| 11   | Isabel de Navarre   | Allemagne de l'Ouest |        |        |            |             |
| 12   | Liana Drahová       | Tchécoslovaquie      |        |        |            |             |
| 13   | Gerti Schanderl     | Allemagne de l'Ouest |        |        |            |             |
| 14   | Anita Johansson     | Suède                |        |        |            |             |
| 15   | Karin Iten          | Suisse               |        |        |            |             |
| 16   | Cinzia Frosio       | Italie               |        |        |            |             |
| 17   | Sonja Balun         | Autriche             |        |        |            |             |
| 18   | Urszula Zielińska   | Pologne              |        |        |            |             |
| 19   | Hana Knapová        | Tchécoslovaquie      |        |        |            |             |
| 20   | Marie-Claude Bierre | France               |        |        |            |             |
| 21   | Steffi Knoll        | Allemagne de l'Est   |        |        |            |             |
| 22   | Iris Ebenwaldner    | Autriche             |        |        |            |             |
| 23   | Marina Sanaya       | Union soviétique     |        |        |            |             |
| 24   | Donna Walter        | Suisse               |        |        |            |             |
| 25   | Helena Gazvoda      | Yougoslavie          |        |        |            |             |
| 26   | Manuele Bertele     | Italie               |        |        |            |             |
| 27   | Liv Egelund         | Norvège              |        |        |            |             |
| 28   | Kirsten Frikke      | Danemark             |        |        |            |             |

### Couples
| Rang | Nom                                    | Nation               | Places | Points | Prog. court | Prog. libre |
| ---- | -------------------------------------- | -------------------- | ------ | ------ | ----------- | ----------- |
| 1    | Irina Rodnina / Alexeï Oulanov         | Union soviétique     |        |        |             |             |
| 2    | Lioudmila Smirnova / Andrei Suraikin   | Union soviétique     |        |        |             |             |
| 3    | Manuela Groß / Uwe Kagelmann           | Allemagne de l'Est   |        |        |             |             |
| 4    | Almut Lehmann / Herbert Wiesinger      | Allemagne de l'Ouest |        |        |             |             |
| 5    | Annette Kansy / Axel Salzmann          | Allemagne de l'Est   |        |        |             |             |
| 6    | Irina Tcherniaïeva / Vassili Blagov    | Union soviétique     |        |        |             |             |
| 7    | Marlies Radunsky / Rolf Österreich     | Allemagne de l'Est   |        |        |             |             |
| 8    | Grażyna Osmańska / Adam Brodecki       | Pologne              |        |        |             |             |
| 9    | Corinna Halke / Eberhard Rausch        | Allemagne de l'Ouest |        |        |             |             |
| 10   | Linda Connolly / Colin Taylforth       | Royaume-Uni          |        |        |             |             |
| 11   | Florence Cahn / Jean-Roland Racle      | France               |        |        |             |             |
| 12   | Teresa Skrzek / Piotr Sczypa           | Pologne              |        |        |             |             |
| 13   | Gabriele Cieplik / Reinhard Ketterer   | Allemagne de l'Ouest |        |        |             |             |
| 14   | Karin Künzle / Christian Künzle        | Suisse               |        |        |             |             |
| 15   | Ursula Nemec / Michael Nemec           | Autriche             |        |        |             |             |
| 16   | Pascale Kovelmann / Jean-Pierre Rondel | France               |        |        |             |             |
| 17   | Miroslava Sablikova / Pavel Komarek    | Tchécoslovaquie      |        |        |             |             |
| 18   | Jayne Torvill / Michael Hutchinson     | Royaume-Uni          |        |        |             |             |

### Danse sur glace
| Rang | Nom                                      | Nation               | Places | Points | Danses imposées | Danse libre |
| ---- | ---------------------------------------- | -------------------- | ------ | ------ | --------------- | ----------- |
| 1    | Angelika Buck / Erich Buck               | Allemagne de l'Ouest |        |        |                 |             |
| 2    | Lioudmila Pakhomova / Aleksandr Gorchkov | Union soviétique     |        |        |                 |             |
| 3    | Janet Sawbridge / Peter Dalby            | Royaume-Uni          |        |        |                 |             |
| 4    | Hilary Green / Glyn Watts                | Royaume-Uni          |        |        |                 |             |
| 5    | Tatiana Voitiuk / Viacheslav Zhigalin    | Union soviétique     |        |        |                 |             |
| 6    | Elena Zharkova / Guennadi Karponossov    | Union soviétique     |        |        |                 |             |
| 7    | Diana Skotnická / Martin Skotnický       | Tchécoslovaquie      |        |        |                 |             |
| 8    | Rosalind Druce / David Barker            | Royaume-Uni          |        |        |                 |             |
| 9    | Teresa Weyna / Piotr Bojanczyk           | Pologne              |        |        |                 |             |
| 10   | Anne-Claude Wolfers / Roland Mars        | France               |        |        |                 |             |
| 11   | Krisztina Regőczy / András Sallay        | Hongrie              |        |        |                 |             |
| 12   | Matilde Ciccia / Lamberto Ceserani       | Italie               |        |        |                 |             |
| 13   | Sylvia Fuchs / Michael Fuchs             | Allemagne de l'Ouest |        |        |                 |             |
| 14   | Ewa Kołodziej / Tadeusz Góra             | Pologne              |        |        |                 |             |
| 15   | Brigitte Scheijbal / Walter Leschetizky  | Autriche             |        |        |                 |             |
| 16   | Sylvia Bodmer / Beat Steib               | Suisse               |        |        |                 |             |
| 17   | Astrid Kopp / Axel Kopp                  | Allemagne de l'Ouest |        |        |                 |             |
| 18   | Svetlana Marinovova / Milos Bursik       | Tchécoslovaquie      |        |        |                 |             |
| 19   | Vivi Poulsen / Kurt Poulsen              | Danemark             |        |        |                 |             |